# Igreja de São Pantaleão (Salonica)
A Igreja de São Pantaleão (em grego: Ναός Αγίου Παντελεήμονα; romaniz.: Naós Agíou Panteleínoma) é uma igreja bizantina tardia situada em Salonica, na Grécia, e integrante dos Monumentos Paleocristãos e Bizantinos de Salonica da lista de Patrimônio Mundial da Unesco desde 1988.

## História e descrição

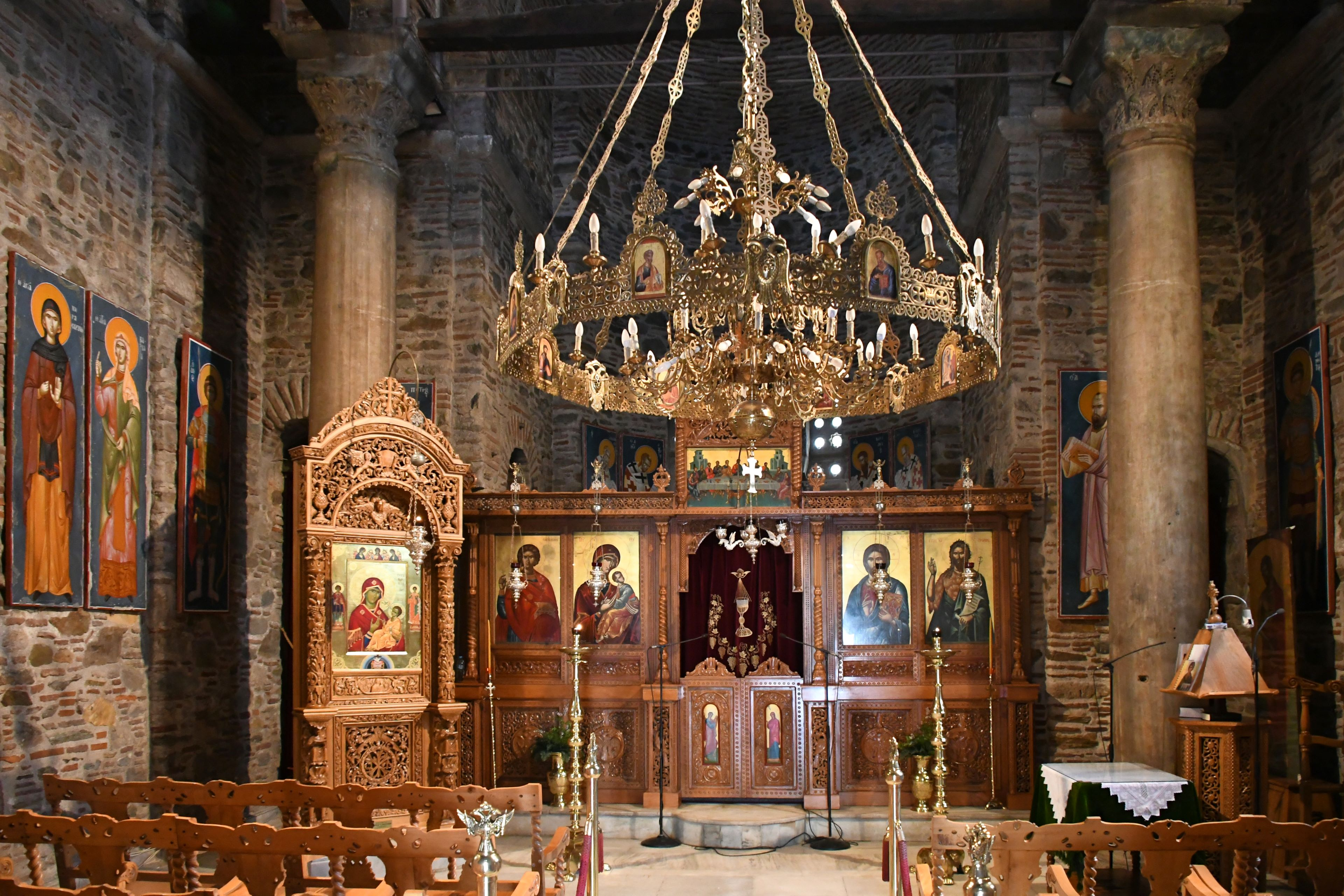
Interior da Igreja de São Pantaleão, Salonica

A igreja localiza-se na parte oriental da cidade velha, próximo da Tumba de Galério (a "Rotunda"), na junção das ruas Iasonidou e Arrianou. Sua dedicação a São Pantaleão foi dada pela igreja após o fim do domínio otomano em 1912, e sua dedicação original é disputada. No período otomano, foi convertida em mesquita em 1548 e tornou-se conhecida como "Mesquita de Ixaque [Isaac]" (em turco: Ishakiye Camii), que na interpretação prevalente entre os estudiosos pode ser identificada com o mosteiro bizantino tardio da Virgem Periblepto, também conhecido como Mosteiro de Cir Isaac em homenagem a seu fundador Jacó, que era bispo metropolitano da cidade em 1295–1315 e tornou-se monge com o nome monástico de Isaac.
Um contra argumento, contudo, apoia a teoria de que a atual igreja não possui relação com o Mosteiro de Periblepto, e que ela foi convertida numa mesquita ca. 1500, quando o juiz da cidade (cádi) foi Ixaque, o Amável, de quem a mesquita foi nomeada. A arquitetura e decoração da igreja, outrossim, que datam do final do séculos XIII/XIV, aparentam apoiar a visão anterior.
A igreja é do tipo cruz inscrita tetrástilo, com um nártex e um (agora destruído) deambulatório que está conectado a duas capelas (ainda existentes). Muito pouco das pinturas murais originais do edifícios sobrevivem. Restos otomanos incluem a base do minarete demolido e uma fonte de mármore.